# Árpád Tóth
Árpád Tóth (ur. 14 kwietnia 1886 w Aradzie, zm. 7 listopada 1928 w Budapeszcie) – węgierski poeta i tłumacz literatury.
Tóth uczęszczał do gimnazjum w Debreczynie, po czym studiował germanistykę i filologię węgierską na uniwersytecie w Budapeszcie. W 1907 zaczął publikować wiersze w czasopismach A ét i Vasárnapi Újság, a od 1908 też w Nyugat. W 1911 pisał krytyki teatralne dla gazety Debreceni Nagy Újság.
W 1913 przyjął posadę guwernera. Jednocześnie publikował wiersze w czasopismach i tłumaczył literaturę, m.in. utwory: Miltona, Wilde’a, Shelleya, Keatsa, Baudelaire’a, Flauberta, Gautiera, Maupassanta i Czechowa. Mimo to dochody pozwalały mu jedynie na prowadzenie bardzo skromnego trybu życia. W tym czasie zachorował na gruźlicę i spędził kilka miesięcy w sanatorium Svedlér.
Za rządów komunistycznej Węgierskiej Republiki Rad po I wojnie światowej został sekretarzem w Akademii Vörösmartyego, lecz wraz z upadkiem komunistów utracił tę pozycję. Pozostał biedny i chorował na gruźlicę do końca życia. Zmarł w 1928 w Budapeszcie.